# 沙洛圣马尔
沙洛圣马尔（法語：Chalo-Saint-Mars，法語發音：[ʃalo sɛ̃ maʁ] ⓘ）是法国法兰西岛大区埃松省的一个市镇，属于埃唐普区。

## 地理
沙洛圣马尔（48°25'37"N, 2°3'58"E）面积28.67 平方千米，位于法国法蘭西島大區埃松省，该省份为法国北部内陆省份，北起上塞纳省和马恩河谷省，西接厄尔-卢瓦省和伊夫林省，南至卢瓦雷省，东临塞纳-马恩省。
与沙洛圣马尔接壤的市镇（或旧市镇、城区）包括：布泰尔维利耶、沙卢-穆利讷、埃唐普、吉莱尔瓦勒、梅罗贝尔、普莱西圣伯努瓦、圣伊莱尔、孔热维尔-蒂永维尔。

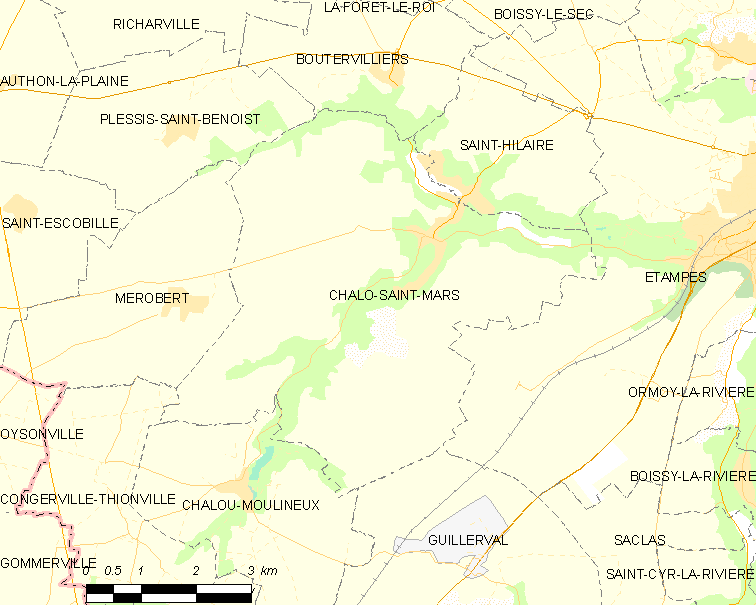
沙洛圣马尔的OSM定位图

沙洛圣马尔的时区为UTC+01:00、UTC+02:00（夏令时）。

## 行政
沙洛圣马尔的邮政编码为91780，INSEE市镇编码为91130。

## 政治
沙洛圣马尔所属的省级选区为埃唐普县。

## 人口

1962-2008年间沙洛圣马尔人口变化图示

沙洛圣马尔于2022年1月1日时的人口数量为1042人。